# Lynne Thigpen
Cherlynne Theresa „Lynne“ Thigpen (* 22. Dezember 1948 in Joliet, Illinois; † 12. März 2003 in Marina del Rey, Kalifornien) war eine US-amerikanische Sängerin, Film-, Fernseh- und Theaterschauspielerin.

## Leben
Lynne Thigpen startete ihre Karriere als Sängerin in dem Off-Broadway-Musical Godspell. Es folgten Auftritte in Kinofilmen (Tootsie, Der knallharte Prinzipal, Sweet Liberty und Hello again - Zurück aus dem Jenseits) sowie in Fernsehserien, unter anderem in der Gerichtsserie L.A. Law – Staranwälte, Tricks, Prozesse. In der Fernsehserie All My Children spielte sie die Rolle der Grace Keefer.
1991 spielte sie die „Miss Hudson“ in der Bill Cosby-Show, erster Auftritt war hier die Folge Theos neuer Job (1&2).
Die Komödie Die Wutprobe, in der sie in der Rolle der Richterin an der Seite von Adam Sandler und Jack Nicholson mitwirkte, kam erst nach ihrem Tod heraus. In der Fernsehserie The District – Einsatz in Washington spielte sie ihre letzte Rolle als Ella Farmer, der rechten Hand von Police Chief Mannion.
Thigpen verstarb 2003 völlig unerwartet an einer Hirnblutung.

## Filmografie (Auswahl)
- 1972: Fol-de-Rol (Fernsehfilm)
- 1973: Godspell
- 1979: Die Warriors (The Warriors)
- 1981: Lou Grant (Fernsehserie, Folge 5x06)
- 1981: Amazing Graces
- 1982: Tootsie
- 1983–2000: All My Children (Fernseh-Seifenoper, zeitweise feste Rolle)
- 1984: Straßen in Flammen (Streets of Fire)
- 1985: Mauern aus Glas (Walls of Glass)
- 1986: Sweet Liberty
- 1986: Spenser (Fernsehserie, Folge 2x10)
- 1987: Der Equalizer (The Equalizer, Fernsehserie, 2 Folgen)
- 1987: Zurück aus dem Jenseits (Hello Again)
- 1988: Die Flucht ins Ungewisse (Running on Empty)
- 1989: Der knallharte Prinzipal (Lean on Me)
- 1989: Roseanne (Fernsehserie, Folge 1x18)
- 1989: Die besten Jahre (Thirtysomething, Fernsehserie, 6 Folgen)
- 1989: Fearstalk – Der Todesstachel (Fear Stalk, Fernsehfilm)
- 1989–1990: FM (Fernsehserie, 13 Folgen)
- 1990: Hunter (Fernsehserie, Folge 7x03)
- 1991: Gleichheit kennt keine Farbe (Separate But Equal, Miniserie, 2 Folgen)
- 1991: Die Bill Cosby Show (The Cosby Show, Fernsehserie, 2 Folgen)
- 1991–1992: L.A. Law – Staranwälte, Tricks, Prozesse (L.A. Law, Fernsehserie, 10 Folgen)
- 1991–1995: Jagd um die Welt – schnappt Carmen Sandiego (Where in the World Is Carmen Sandiego?, Fernsehserie, 296 Folgen, Sprechrolle)
- 1992: No Surrender – Schrei nach Gerechtigkeit (Article 99)
- 1992: Bob Roberts
- 1994: Schlagzeilen (The Paper)
- 1994: Blankman
- 1995: Im Sumpf des Verbrechens (Just Cause)
- 1995: Cagney & Lacey: Wer im Glashaus sitzt… (Cagney & Lacey: The View Through the Glass Ceiling, Fernsehfilm)
- 1995–1999: Law & Order (Fernsehserie, 3 Folgen)
- 1996: Der Heilige und seine Narren (The Boys Next Door, Fernsehfilm)
- 1997: Homicide (Homicide: Life on the Street, Fernsehserie, 3 Folgen)
- 1997: Ein Wink des Himmels (Promised Land, Fernsehserie, Folge 2x07)
- 1997–2003: Der Bär im großen blauen Haus (Bear in the Big Blue House, Fernsehserie, 108 Folgen, Sprechrolle)
- 1998: Eine betrügerische Hochzeit (Chance of a Lifetime, Fernsehfilm)
- 1998: Cosby (Fernsehserie, 2 Folgen)
- 1999: Das Herz einer Familie (Night Ride Home, Fernsehfilm)
- 1999: Begegnung des Schicksals (Random Hearts)
- 1999: Insider (The Insider)
- 1999: Der 200 Jahre Mann (Bicentennial Man)
- 2000: Kandidatin im Kreuzfeuer (An American Daughter, Fernsehfilm)
- 2000: Shaft – Noch Fragen? (Shaft)
- 2000–2003: The District – Einsatz in Washington (The District, Fernsehserie, 64 Folgen)
- 2001: Novocaine – Zahn um Zahn (Novocaine)
- 2003: Die Wutprobe (Anger Management)